# Andrea Caianiello
Andrea Caianiello (Nápoles, 24 de septiembre de 1987) es un deportista italiano que compitió en remo.
Ganó seis medallas en el Campeonato Mundial de Remo entre los años 2006 y 2012, y dos medallas de oro en el Campeonato Europeo de Remo, en los años 2008 y 2011.

## Palmarés internacional
| Campeonato Mundial | Campeonato Mundial   | Campeonato Mundial | Campeonato Mundial        |
| Año                | Lugar                | Medalla            | Prueba                    |
| ------------------ | -------------------- | ------------------ | ------------------------- |
| 2006               | Eton (Reino Unido)   | Medalla de bronce  | Dos sin timonel ligero    |
| 2007               | Múnich (Alemania)    | Medalla de oro     | Dos sin timonel ligero    |
| 2008               | Ottensheim (Austria) | Medalla de plata   | Dos sin timonel ligero    |
| 2009               | Poznań (Polonia)     | Medalla de plata   | Dos sin timonel ligero    |
| 2011               | Bled (Eslovenia)     | Medalla de plata   | Cuatro sin timonel ligero |
| 2012               | Plovdiv (Bulgaria)   | Medalla de plata   | Ocho con timonel ligero   |
| Campeonato Europeo |                      |                    |                           |
| Año                | Lugar                | Medalla            | Prueba                    |
| 2008               | Maratón (Grecia)     | Medalla de oro     | Cuatro sin timonel ligero |
| 2011               | Plovdiv (Bulgaria)   | Medalla de oro     | Cuatro sin timonel ligero |